# Sportåret 1859

## Händelser

### Baseboll
- 31 maj — Philadelphia Athletics organiserar town ball.[1]
- 1 juli — Amherst slår Williams med 66–32 i den första collegematchen i baseboll.[1]
- Okänt datum - En grupp i södra Ontario antar New York-reglerna som ersätter kanadensiska regler. Niagaraklubben i Buffalo, New York går med i National Association of Base Ball Players (genom att komma på mötet) fast man bara spelar lokala matcher.[2]

### Boxning
- Okänt datum - John Morrissey ,meddelar att han lägger av, och avstår den amerikanska mästerskapstiteln, som tilldelas närmaste utmanaren John C. Heenan.[3]
- Okänt datum - Engelske mästaren Tom Sayers försvarar sin titel två gånger, genom att besegra Bill Benjamin i en match om 11 ronder och Bob Brettle i en match om 7.[4]

### Cricket
- Okänt datum - Surrey CCC vinner County Championship [5].

### Lacrosse
- Okänt datum - Kanadas parlament antar lacrosse som nationalsport i Kanada.

### Rodd
- 15 april - Oxfords universitet vinner universitetsrodden mot Universitetet i Cambridge.

## Födda
- 23 april – Elin Kallio, finländsk gymnast.
- 27 augusti – Clarence Clark, amerikansk tennisspelare.
- 15 november – Anton Wiklund, svensk tävlingscyklist.
- 19 december – Tom Pettitt, brittisk tennisspelare.